# Tandbrygga
En tandbrygga, även kallad tandbro, är en fast tandprotes som sätts in istället för en tand eller flera angränsande tänder. Om tänderna inte är slipade kan bryggan klistras på dessa, alternativt kan tänderna slipas och bron träs på de slipade tänderna som hättor.
Om ett antal förlorade tänder ska kunna ersättas med en fast tandbrygga, är det en förutsättning att tillräckligt många tänder kvarstår i den aktuella käken för att kunna stödja bryggan, samt att avståndet mellan tänderna inte är för stort.

## Referenslista
1. 1 2  1177.se. ”Konstgjorda tänder”. www.1177.se. https://www.1177.se/Fakta-och-rad/Behandlingar/Konstgjorda-tander/. Läst 25 mars 2017.